# 馬場 (澳門)
馬場區（葡萄牙語：Hipódromo），位於澳門澳門半島東北部，屬花地瑪堂區。

## 簡介
本區原是一個馬場，後改為農地，再改為住宅區，祐漢區便是由本區分割出來的一部份。由於澳門分區並無任何法律地位，故亦不存在所謂「區界」。今仍有「馬黑祐」區的說法，是指關閘馬路以東、慕拉士大馬路以北的區域（即馬場區、黑沙環區及祐漢區）

## 馬場舊址定位[1]
- 北：馬場北大馬路
- 東：馬場東大馬路
- 南：馬場海邊馬路
- 西：騎士馬路
- 橫向正中：中心街
- 縱向正中：長壽大馬路

## 其他相關街道名稱
- 看台街
- 馬場大馬路
- 菜園路[2]

## 交通

### 巴士
- 永寧廣場總站

### 輕軌
- █  東線ES1站（興建中）